# Mathias Jänisch
Mathias Jänisch (né le 27 août 1990) est un footballeur germano-luxembourgeois.

## Carrière
| Saison    | Club         | Pays               | Championnat        | Coupes nationales | Coupes continentales | Sélection |
| --------- | ------------ | ------------------ | ------------------ | ----------------- | -------------------- | --------- |
| 2004-2005 | Grevenmacher | Division nationale | 1 match            | -                 | -                    | -         |
| 2005-2006 | Grevenmacher | Division nationale | -                  | -                 | -                    | -         |
| 2006-2007 | Grevenmacher | Division nationale | 20 matchs / 2 buts | -                 | -                    | 8 matchs  |
| 2007-2008 | Differdange  | Division nationale | 24 matchs / 2 buts | -                 | -                    | 4 matchs  |
| 2008-2009 | Differdange  | Division nationale | 22 matchs / 3 buts | -                 | -                    | 5 matchs  |
| 2009-2010 | Differdange  | Division nationale | -                  | -                 | -                    | -         |

Dernière mise à jour le 26 novembre 2011

## Palmarès
- Coupe du Luxembourg : 2015